# André Ray
Pour les articles homonymes, voir Ray.
André Ray, né le 12 janvier 1890 à Valence (Drôme) et mort le 8 avril 1970 à Lyon (Rhône), est un homme politique français.

## Biographie
André Ray est un industriel. 
En 1939, il est maire de Tignieu-Jameyzieu, devient conseiller d'arrondissement et est élu président de l'association des maires et adjoints du canton de Crémieu.
Il est candidat à la députation dans la 2e circonscription de La Tour du Pin, à la suite du décès d'Albert Perrin. Il est élu le 6 août 1939 par 6.253 voix contre 4.553 voix pour Bourjon au second tour. Son élection est validée le 9 décembre 1939.
Son mandat de parlementaire est prolongé de 2 ans car un décret de juillet 1939 a prorogé jusqu'au 31 mai 1942 le mandat des députés élus en mai 1936.
Il décide de voter favorablement l'attribution des pleins pouvoirs constituants au maréchal Pétain le mercredi 10 juillet 1940 lors du congrès de Vichy.

## Détail des fonctions et des mandats
Mandat local
- 1939 -  : Maire de Tignieu-Jameyzieu

Mandat parlementaire
- 6 août 1939 - 31 mai 1942 : Député de l'Isère

## Sources
- « André Ray », dans le Dictionnaire des parlementaires français (1889-1940), sous la direction de Jean Jolly, PUF, 1960 [détail de l’édition]